# Бург (Ајфел)
Бург (њем. Burg) општина је у њемачкој савезној држави Рајна-Палатинат. Једно је од 235 општинских средишта округа Ајфелкрајс Битбург-Прим. Према процјени из 2010. у општини је живјело 19 становника. Посједује регионалну шифру (AGS) 7232022.

## Географски и демографски подаци
Бург се налази у савезној држави Рајна-Палатинат у округу Ајфелкрајс Битбург-Прим. Општина се налази на надморској висини од 401 метра. Површина општине износи 2,7 km². У самом мјесту је, према процјени из 2010. године, живјело 19 становника. Просјечна густина становништва износи 7 становника/km².